# Nazionale maschile di pallamano della Lituania

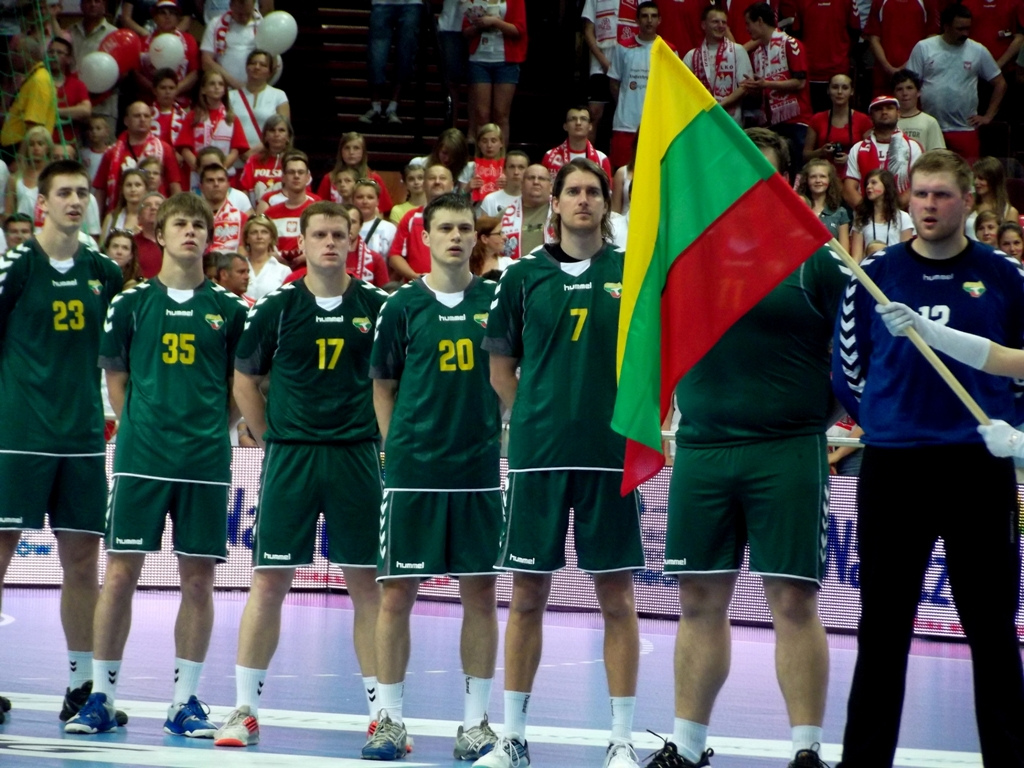
Il Team lituano.

La nazionale di pallamano maschile della Lituania rappresenta la Lituania nelle competizioni internazionali e la sua attività è gestita dalla Lithuanian Handball Association.

## Competizioni principali
- 1936: non qualificata
- 1972: non qualificata
- 1976: non qualificata
- 1980: non qualificata
- 1984: non qualificata
- 1988: non qualificata
- 1992: non qualificata
- 1996: non qualificata
- 2000: non qualificata
- 2004: non qualificata
- 2008: non qualificata
- 2012: non qualificata
- 2016: non qualificata
- 2020: non qualificata
- 2024: non qualificata

- 1938: non partecipante
- 1954: non partecipante
- 1958: non partecipante
- 1961: non partecipante
- 1964: non partecipante
- 1967: non partecipante
- 1970: non partecipante
- 1974: non partecipante
- 1978: non partecipante
- 1982: non partecipante
- 1986: non partecipante
- 1990: 10º posto
- 1993: non qualificata
- 1995: non qualificata
- 1997: non qualificata
- 1999: non qualificata
- 2001: non qualificata
- 2003: non qualificata
- 2005: non qualificata
- 2007: non qualificata
- 2009: non qualificata
- 2011: non qualificata
- 2013: non qualificata
- 2015: non qualificata
- 2017: non qualificata
- 2019: non qualificata
- 2021:  non qualificata
- 2023:  non qualificata
- 2025: non qualificata

- 1994: non qualificata
- 1996: non qualificata
- 1998: 9º posto
- 2000: non qualificata
- 2002: non qualificata
- 2004: non qualificata
- 2006: non qualificata
- 2008: non qualificata
- 2010: non qualificata
- 2012: non qualificata
- 2014: non qualificata
- 2016: non qualificata
- 2018: non qualificata
- 2020: non qualificata
- 2022: 21º posto
- 2024: non qualificata